# Ewig mit dir
Ewig mit dir — тринадцатый студийный альбом немецкого певца Томаса Андерса, выпущенный 19 октября 2018 года под лейблом Warner Music Group Corp. С альбома было выпущено 2 сингла — «Das Leben ist jetzt» и композиция, записанная дуэтом с Флорианом Зилберайзеном под названием «Sie sagte doch sie liebt mich». Второй альбом в дискографии артиста, записанный на немецком языке, который является родным для Томаса.
Продюсером альбома является Кристиан Геллар.
В клипе на песню с альбома «Sie sagte doch sie liebt mich» принял участие известный немецкий певец Матиас Райм. 

## История создания
В мае 2018 года после выпуска первого альбома на немецком языке Томас Андерс объявляет фанатам, что начинает работу над вторым немецкоязычным альбомом, который будет являться продолжением первого альбома.
В июне вышел первый сингл с альбома «Das Leben ist jetzt», на который был снят клип. После — дуэтная композиция с Флорианом Зилберайзеном, которую артисты исполняли на многих теле-шоу. Клип на песню вышел в тот же день.
В октябре состоялся релиз самого альбома. В Ewig mir dir вошло 14 новых композиций. Сам Томас Андерс о своем новом альбоме говорил следуещее:
«Ewig mir dir» содержит много моего позитивного взгляда на вещи. И я надеюсь, что смогу подтолкнуть своих слушателей к вдохновляющему способу расслабиться на мгновение. Я абсолютно этим горжусь, так как полагаю, что это прекрасное продолжение моего первого альбома. Я желаю себе, чтобы 14 новых песен остались в ваших сердцах также, как и в моем сердце. «Ewig mir dir» — это послание, которое одновременно является прожитой мной философией: все возможно, сны могут становиться явью, если твое сердце услышано.
Поклонники очень тепло отнеслись к новому альбому певца, в следствие чего он занял достаточно высокое место в чартах Германии — 12 место. Совместный трек с Флорианом Зилберайзеном только закрепил успех альбома в Германии.

## Список треков
| №                   | Название                             | Длительность |
| ------------------- | ------------------------------------ | ------------ |
| 1.                  | «Das Leben ist jetzt»                | 3:22         |
| 2.                  | «Sie sagte doch sie liebt mich»      | 3:43         |
| 3.                  | «Ewig mit dir»                       | 3:13         |
| 4.                  | «Wir sind eins»                      | 3:54         |
| 5.                  | «Menschen»                           | 4:05         |
| 6.                  | «So wie es ist»                      | 3:22         |
| 7.                  | «Gemeinsam allein»                   | 3:22         |
| 8.                  | «Hätte, wäre, wenn»                  | 3:36         |
| 9.                  | «Ich wollte mich nie mehr verlieben» | 3:22         |
| 10.                 | «Viva la vida»                       | 3:10         |
| 11.                 | «Giganten»                           | 3:03         |
| 12.                 | «Wunder gibt es auch für dich»       | 3:35         |
| 13.                 | «Was bleibt»                         | 3:24         |
| 14.                 | «Hätt's nie ohne dich geschafft»     | 3:35         |
| Общая длительность: | Общая длительность:                  | 49:18        |

## Позиции в чартах
| Страна    | Позиция |
| --------- | ------- |
| Германия  | № 12    |
| Австралия | № 30    |
| Швейцария | № 60    |

## Синглы
- «Das Leben ist jetzt»
- Sie sagte doch sie liebt mich